# فصل النخبة
فصل النخبة (باليابانية ようこそ実力至上主義の教室へ تقرأ باليابانية : يوكوسو جيتسوريوكو شيجو شوجي نو كيوشيتسو - ايه، تترجم بالعربية حرفياً. "مرحبًا بكم في فصل مذهب القدرة العليا") هي سلسلة روايات خفيفة يابانية من تأليف شوجو كينوغاسا ورسم شونساكو توموز. بدأ ظهور مانغا من تأليف يويا إيتشونو في مجلة كوميك ألايف الشهرية التابعة لشركة ميديا فاكتوري Media Factory في الـ 27 من يناير لعام 2016. وسلسلة أنمي تلفزيونية من إنتاج أستوديوهات ليرتشي وبثت يوليو إلى سبتمبر 2017 وعرض الموسم الثاني لأول مرة في يوليو 2022، وتم الإعلان عن عرض الموسم الثالث في يناير 2024.

## القصة
في المُستقبل غير البعيد، أنشأت الحكومة اليابانية مدرسة طوكيو الثانوية للرعاية -للتنشئة المتقدمة Tokyo Metropolitan Advanced Nurturing School وهذه المدرسة مكرسة لتعليم وتشجيع جيل من الناس الذين سيدعمون البلاد في المستقبل. يتم منح الطلاب درجة عالية من الحرية من أجل محاكاة الحياة الحقيقية عن كثب. طريقة شراء السلع والتعامل المالي تتم عن طريق النقاط، بحيث تساوي النقطة الواحدة ينا يابانيا واحدا، ويتم إعطاء الطلبة النقاط في بداية كل شهر. في البداية تم تخصيص مائة ألف نقطة لكل طالب، ولكن النقاط تعتمد على الأداء؛ فمثلا من يغيب تخصم منه نقاط، من يشاغب في الفصل يخصم منه نقاط أيضا، ومن لا يحترم المعلم تخصم منه نقاط، و في المقابل من يشارك بشكل إيجابي في الصف تضاف له نقاط أكثر إلى رصيده.
تتبع القصة وجهة نظر بطل الرواية كيوتاكا أيانوكوجي، وهو صبي هادئ ومتواضع، لا يجيد تكوين صداقات ويفضل الحفاظ على مساحته الخاصة (لا يحب الاختلاط)، إنه طالب من الفصل (د)، حيث تضع المدرسة الطلاب الأقل شأناً، أي الاقل في الدرجات والمكانة الاجتماعية والمالية والجاذبية والأكثر انطوائية، في ذلك الفصل. بعد مقابلته لكل من سوزوني هوريكيتا وكيكيو كوشيدا، وهما طالبتان في فصله، يبدأ وضع كيوتاكا في التغير،. هذا ما كان يبدو في بادئ الامر، إلا أنه في الحقيقية كان يستغلهما لتحقيق غايته، ألا وهي الصعود بالفصل (د) للمرتبة (أ) برغبته، أو بالأحرى من تهديد معلمته له. رغم مهارته وتفوقه، إلا أنه لا يريد لفت الانتباه إليه، أوعدم بذل المجهود، كما أنه لا يعتبر زملائه حلفاءا، بل أدوات يسعى من خلالها إلى تحقيق مبتغاه، «لا تهم الطريقة التي يتبعهاطالما تضمن له الفوز».

## الشخصيات

### طلاب الفصل (د)
يعد الفصل (د) هو بمثابة فصل المنبوذين حيث تضع المدرسة الطلاب الأقل شأناً أي الاقل في الدرجات والمكانة الاجتماعية والمالية والجاذبية والأكثر انطوائية لكن هذا لا يعني ان ليس بهذا الفصل طلبة اذكياء وذو مكانة اجتماعية عالية.
كيوتاكا أيانوكوجي (باليابانية : 綾小路 清隆 بالعربية : أيانوكوجي كيوتاكا)
أداء صوتي: شويا تشيبا
كيوتاكا هو بطل الرواية الرئيسي يعتبر طالب غير متحمس والفقير للغاية في التواصل مع الآخرين. أثناء محاولته أن يصبح صديقًا للآخرين، غالبًا ما يفشل بسبب قلة اهتمام الآخرين به وبضعف جاذبيته. ودرجاته متوسطة عن قصد وهو يدرك جيدًا كيف يبرع في الحصول علي هذه الدرجات، لكن تبين أن لديه القدرات الأكاديمية المطلوبة والعقل الحقيقي ليصعد إلى الطبقة العليا إذا أراد ذلك، ولكن لسبب ما كان يهدف إلى الوصول في الفصل (د)، ذكرت الأستاذة سيا تشاباشيرا أنه حصل عمداً على 50 من أصل 100 لكل مادة في امتحان القبول. وبذلك هدفه جمع الكثير من النقاط على الرغم من عدم إظهار أي نوع من نظام اللياقة البدنية، إلا أنه حسن البناء بشكل لا يصدق ويتمتع بمهارة عالية في فنون الدفاع عن النفس، حتى أنه تمكن من السيطرة عليه في قتال ضد رئيس مجلس الطلاب. يظهر أيضًا أنه ذكي للغاية لأنه أتي بمختلف المخططات الكبرى التي تحاك ضد كل شخص تقريبًا في المدرسة. في الإعادة، ظهر أنه كان جزءًا من تجربة أجرتها منظمة غير معروفة يملكها والده، في منشأة غير معروفة تسمى «الغرفة البيضاء» التي أُجبر الأطفال على المشاركة في بطارية هائلة من الاختبارات المصممة لرفع وتدريب الأطفال على المراهقين مع قدرات تشبه ما يقرب من البشر، ويظهر أنه الناجي الوحيد المعروف. إنه يفضل البقاء في الخلفية ويستخدم أشخاصًا آخرين كوسيلة لتنفيذ خططه كلما كان ذلك ضروريًا. يُعتبر انه راوي غير موثوق به بسبب خلفيته الغامضة وأكاذيبه.
سوزوني هوريكيتا (باليابانية : 堀北 鈴音 تقرأ باليابانية : هوليكيتا سوزوني)
أداء صوتي: أكاري كيتو
سوزوني هي طالبة منعزلة القلب وطالبة غير ودودة، هي والتي تُعتبر الجميلة الذكية التي تجلس بجوار كيوتاكا في الفصل، كما أنها حريصة أيضًا على الطريقة التي تحصل بها علي درجاتها. مثل كيوتاكا لديها مشكلة في التواصل مع الآخرين ولكن على عكسه تعتقد أن الأصدقاء غير ضروريين. كيوتاكا هو الطالب الوحيد في فصلها التي تتحدث إليه وتثق به لأنها تبدو وكأنها تعرب عن اهتمامها بشخصيته الثاقبة الغامضة ولديها شكوك حوله وعن ماضيه الغامض، معتقدة أنه يخبئ أكثر بكثير مما يُعرف عنه. وسوزوني لديها أيضًا شقيق أكبر سناً يدرس في نفس المدرسة مثلها رئيس مجلس الطلاب بالمدرسة يتجنبها بسبب الإحراج الذي سيحدث له بكونها احدي الطالبات في الفصل (د). ولديها أيضًا معرفة بفنون القتال، كما شوهدت. في قتال مع ميو إيبوكي، طالبة من الفصل (ج) بحيث تمكنت من السيطرة عليها على الرغم من مرضها في ذلك الوقت. يبدو أن موقفها يتحسن نحو الأفضل لأنها تعترف بنفاقها من خلال الاعتراف بأنها لا تختلف عن زملائها في الدراسة عندما تواجه مشكلة خطيرة من جانبها
كيكيو كوشيدا (باليابانية : 櫛田 桔梗 ينطق باليابانية : كوشيدا كيكيو)

أداء صوتي: يوريكا كوبو
تعد كيكيو فتاة ذات شعبية موجودة أيضًا في الفصل (د) ولديها شخصية تبدو لطيفة ومبهجة وتتطلع أيضًا إلى إقامة علاقات صداقة مع الجميع في المدرسة. ومع ذلك، وراء واجهتها المبهجة والعناية، لديها شخصية بديلة عنيفة، بدم بارد، قابلة للاشمئزاز والتلاعب. تظهر أيضًا استياءَ عميقًا تجاه هوريكيتا، ومع ذلك فهي تريد الاقتراب منها لسبب غير معروف. في الروايات الخفيفة، تبين أنها من نفس المدرسة المتوسطة التي كانت تذهب لها هوركيتا وافترضت أن هوريكيتا تعرف عن ماضيها المظلم.

ايري ساكورا (باليابانية : 佐倉 愛里 يُنطق باليابانية : ساكورا ايري)
أداء صوتي: ماو إيتشيميتشي
ايري ساكورا فتاة بارعة في التصوير الفوتوغرافي، وضعت في الفصل (د)، بسبب خوفها وعصبيها، مما تسبب لها في صعوبات في التواصل والتفاعل مع الآخرين. إنها تكره تقف للحديث مع أي أحد بسبب حادث حصل لها في الماضي حيث كانت تعمل كعارضة للموديلات فهي كانت احدي المشاهير ومعشوقات الجماهير اليابانية وكانت تعشق عملها حتي يوم ما تحولت حياتها في لجحيم حيث كان يتتبعها أحد المعجبين الذي كان يعمل في متجر صغير وحاول الاعتداء عليها، مما تسبب في عدم قدرتها ان تقف للحديث مع أي أحد لبقية حياتها. لحسن الحظ، جاءت كيوتاكا وهونامي في الوقت المحدد، وأنقذا حياتها واُعتقل المطارد من قبل الشرطة، وذلك بفضل الكاميرات الأمنية الموجودة حول الحرم الجامعي ونظام تتبع GPS على الهواتف المحمولة المدرسية لكل طالب. ثم بدأت تشعر أنها مدينة بشدة لكيوتاكا، مما تسبب لها في الإعجاب به لإنقاذها أثناء إلهامها بكلماته الحكيمة المشجعة للقيام دائمًا بأكثر مما كانت ستفعل.
كي كارويزاوا (باليابانية 軽井沢 恵 تقرأ باليابانية : كارويزاوا كي)
أداء صوتي: أيانا تاكيتاتسو
تُعد كي كارويزاوا واحدة من أفضل الطلاب في الفصل (د)، والتي لديها بعض مشاكل شخصية. في الروايات الخفيفة، يبدو أنها تشكل رابطة ثقة وثيقة للغاية مع كيوتاكا وتلاحظ أنه لديه جانب غامض مظلم لا يريد أن يعرفه الناس عنه أي شيء ويُظهر أيضاً أن كيوتاكا يثق بها أكثر من غيرها، وفي المجلد السادس من الرواية الخفيفة، يُظهر أنها تقع في كيوتاكا، علاوة على ذلك في نفس المجلد من الرواية الخفيفة، هي الوحيدة التي تتذكر وتحتفل بعيد ميلاده. ويتردد كيوتاكا في حذف رسائلها، وهو ما يفعله عادة، وقد علم أيضًا بعيد ميلادها وقرر أن يفعل الشيء نفسه من أجلها. واعتادت علي ان تدعو كيوتاكا باسمه الأول وان يدعوها هي أيضًا باسمها الأول، ويظهر هذا أيضًا مدى قربهما. كما أظهرت أعجباها به عندما شعرت بالغيرة علي كيوتاكا من زميلاتها في الصف مايا ساتو، بسبب اعتراف الأخيرة لكيوتاكا بحبها له
مايا ساتو (باليابانية : 佐藤 麻耶 ينطق باليابانية : ساتو مايا)
أداء صوتي: لين
هي فتاة في فصل كيوتاكا مثل معظم الفتيات في الفصل أظهرت إعجابها به وتشبثت بذراع كيوتاكا أيانوكوجي بعد أن أظهر براعته الرياضية وحتى أنها قامت بمغازلته من خلال وصفه بأنه «وسيم ورائع» وقامت بسؤاله عما إذا كان لديه صديقة.
يوساكي هيراتا (باليابانية : 平田 洋介 تُترجم باليابانية : هيراتا يوساكي)
أداء صوتي: ريوتا أوساكا
يعد يوساكي هيراتا أحد الطالب المتفوقين في الفصل (د). يستحق بدرجاته أن ينضم إلي الصفوف العليا، لكنه انتهى به المطاف بالتعثر في الفصل (د) لأسباب لم يتم شرحها بعد إنه في «علاقة» مع كي كارويزاوا، رغم أنه في الروايات الخفيفة، تبين أن هذه خدعة وتستر حتى لا يتنمر عليها أحد في المدرسة. وقد تم التلميح أيضًا في الروايات الخفيفة، أن هيراتا يبدأ في التشكيك في كيوتاكا بسبب تلاعبه واستخدامه للآخرين للاستفادة من الأحداث المستخرجة من خلال العديد من المخططات الكبرى التي تنتهي بالتدريجية إلى مساعدة كل طلاب الفصل (د) وللقيام بذلك بمهارة وراء الظلال دون علم الآخرين الذين يبدو أنهم غير مدركين لما يجري.
روكوسوكي كوينجي (باليابانية : 高円寺 六助 تترجم باليابانية إلي : كوينجي روكوسوكي)
أداء صوتي: توشيكي إيواساوا
يعد روكوسوكي كوينجي فتي نرجسي مُدلل، ينتمي إلى عائلة مرموقة من العلماء وعلي الرغم من ان لديه قدرات جسدية وذكاء حاد، ومع ذلك فقد انتهى به الأمر في الصف (د) وهذا لكونه فتي متعجرفًا ومغرورًا، مما يجعله غير قادر على العمل مع الآخرين. على عكس زملائه الطلاب، الذين يكافحون من أجل الحصول على نقاط كافية، فإنه لا يفكر في القلق بشأن جمع النقاط لأن عائلته الغنية تستطيع ببساطة شراء النقاط اللازمة له.
كين سودو (باليابانية : 須藤 健 تُقرأ باليابانية : سودو كين)
أداء صوتي: إيجي تاكوشي
يعد كين سودو أحد «الثلاثة طلاب الراسبين من الفصل (د)»، وهو أيضًا لاعب فريق كرة سلة وهو يشارك في نادي كرة السلة. على الرغم من أنه يمتلك أفضل قدرة رياضية مقارنة بزملائه في الفصل، إلا أنه يتمتع بذكاء ضعيف للغاية، ومزاجه متقلب وضيق الخُلق ويسهل استفزازه ويتعامل مع الآخرين بطريقة عدوانية، ولولا لتدخل سوزوني وكيوتاكا لكان طُرد من المدرسة بالفعل تعرض كين سودو للطرد مرتين الاولي بسبب درجاته القليلة وقام كل من سوزوني وكيوتاكا بالشراء درجات له من المعلمة كي لا يرسب في الاختبار وبالتالي يطرد من المدرسة والثانية بسبب انه وقع في فخ طلاب الفصل (ج) الذين اتهموه بأنه اعتدي علي احدهم بالضرب وساهم كل من سوزوني وكيوتاكا بإظهار دليل براءته من هذه التهمة الموجهة إليه. بعدما حصل له كل هذه المواقف شهدت شخصيته تتحسن قليلاً على الرغم من أنه لا يزال يتصرف بشكل قاس تجاه الآخرين وبدأ يظهر مشاعر اعجاب نحو سوزوني وفي الروايات الخفيفة، يظهر أنه قريب جدًا من كيوتاكا وكشف أن كلاهما صديقان حميمان بالفعل. في المهرجان الرياضي في المجلد الخامس من الرواية الخفيفة، يبدو أنه شكل رابطة وثيقة مع سوزوني هوريكيتا.
كانجي إيكي (باليابانية 池 寛治 تُقرأ باليابانية : إيكي كانجي)
أداء صوتي: دايكي آبي
يعد كانجي إيكي أحد «الثلاثة طلاب الراسبين من الفصل (د)»، ولديه مهارة تواصل وخبرة في التخييم رائعة ولكن ذكاءه محدود ولديه مشاعر إعجاب تجاه كيكيو كوشيدا لأنها ساعدته علي ان ينجو من الرسوب في الاختبار
هاروكي ياماوتشي (باليابانية : 山内 春樹 يُقرأ باليابانية : ياماوتشي هاروكي)
أداء صوتي: موتسوكي ايواناكا
يعد هاروكي ياماوتشي أحد «الثلاثة طلاب الراسبين من الفصل (د)» والذي لديه ميول للكذب. لديه مشاعر إعجاب تجاه كيكيو كوشيدا لأنها ساعدته علي ان ينجو من الرسوب في الاختبار، ويظهر أيضاً ان لديه مشاعر اعجاب تجاه ايري ساكورا كذلك. وفي المجلد المنبثق من الرواية الخفيفة يعترف لساكورا بمشاعره ولكن ترفض مشاعره نحوها بسبب الحادث الذي حصل لها قبل عدة سنوات ولعدم رغبتها في التعامل مع هذا الموقف غير المريح ومشاعرها تجاه كيوتاكا.
تيروهيكو يوكيمورا (باليابانية : 幸村 輝彦 تُقرأ باليابانية : يوكيمورا تيروهيكو)
أداء صوتي: تسوباسا غودا
هو صبي يتمتع بذكاء حاد. على الرغم من قدرته الأكاديمية، فقد هبطت بسبب قدرته الرياضية الضعيفة إلي الفصل (د). في المجلد السادس من الرواية الخفيفة، وهو أيضًا عضو في مجموعة دراسة كيوتاكا
روكوسوكي كوينجي
روكوسوكي شخص متعجرف واناني لايحب العمل مع الآخرين ويسبب مشاكل لزملائه بالصف وهو دائما مايسخر منهم وينظر إليهم باستصغار يحب التفاخر بوسامته وبنيته الجسمانية ودائما مايتني على نفسه عندما ينظر لنفسه بالمرآة لايبدي أي إهتمام لكسب النقاط للعيش فعائلته ثريه للغاية ويمكن أن توفر له أي شيء شخص متعجرف ولايحس بتأنيب الضمير لما يفعله بل يسعده مايقوم به لايحب مساعدة الآخرين ولايتنازل على أي شيء له كما حدت في الحافلة عندما لم يتنازل على مكانه لمساعدة عجوز

### طلاب الفصل (ج)
هو فصل ذو مكانة رديئة إذا ما تم مقارنته بالفصلين (أ) و (ب) ويشمل علي بعض الطلبة المشاغبين ولكنه له مكانة واهمية أكثر من الصف (د)
كاكيرو ريوين (باليابانية : 龍園 翔 تُقرأ باليابانية : ريوين كاكيرو)
أداء صوتي: ماساكي ميزوناكا

هو الفتي الشرير في هذه السلسلة، وهو طالب في الفصل (ج) يظهر في البداية بأنه ذو سمعة طيبة لكن سرعان ما يظهر العكس بحيث يبدأ في حكم الفصل كمدير للمافيا، ولديه مجموعة من الأتباع الذين يقومون بعمله القذر.

ميو إيبوكي (باليابانية : 伊吹 澪 تُقرأ باليابانية : إيبوكي ميو)

أداء صوتي: ميكاكو كوماتسو
هي طالبة في الفصل (ج)، وتحتقر سمعة كاكيرو ريوين القذرة كمجرم سيئ السمعة. ليس هذا فقط أنها أيضاً تمتلك القدرة الأكاديمية الممتازة، ولكن قدرتها البدنية أيضًا لا يجب التقليل من شأنها. إنها ماهرة في القتال، لديها معرفة بالعديد من المهارات القتالية التي يمكنها بها منافسة العديد من محترفي القتال. في أحدي المرات واجهت سوزوني، وهذا لتأكيد ما إذا كانت الحارقة، وتكشف أنها العقل المدبر لسرقة بطاقة هوريكيتا الرئيسية، ثم تهزمها. ثم شوهدت وهي تسلم بطاقة المفتاح المسروقة إلى كاكيرو ريوين الذي طلب سرقتها. تم الكشف عن أنها كانت جاسوسة لفصلها، وتم إرسالها للتسلل إلى الفصل (د) بناءً على أوامر كاكيرو ريوين، ومع ذلك فقد تم التلاعب والتحكم بها بواسطة كيوتاكا مع كل من ريوين وكاتسورجي من الفصل (أ) مما تسبب في فشل خطتهما ودخلا في الفوضى وخسائر فادحة.
يامادا آلبيرت
┊هـو مِن الـشخـصيـات الـثانوية طالب فـي الـصف الـأول ثانوي وأَحـد طلـاب الـفصل ج هـادئ جداً على الرغم مـن شكله إلـا أنه لايتحدث كثيـراً وهو تـابع لـ كاكيـرو كـ البودي قارد لـه فـ إنه ينفذ أوامره دون سؤال أو رفـض.
حـازم جداً ليس عنده تردد بما يتعلق بـكلمة كاكيرو وأيـضاً لايسمع لأي شخص آخر فـهو يتجاهل الـجميع لـايهتم لـ شيء بـارد المشاعر وهـو الشخصية الوحيدة التي لاتتحدث اليابانية بل يتحدث بـالانقليزي.
•مـظهره• طويـل للـغاية بنيـة جسمه كبيـرة لـاتناسب سـنه فـ لديه عظلات وكتفيه عريضتان للـغاية وأيـضاً أسمر البشـرة دائمـاً مايلبس نظارات شمسية ولـا يخلعها شعره أسود وليس لديه خصلات خـارجة.
•صـفاته• يبـدو أنـه لايـقول مايدور بـخاطره أو أنـه لايفكـر إلا بطـاعة الأمر فقط! ليـس شرير لـأنه عندنا أُمـر بضرب ايبـو قد قـال لاتكرهيـني هذه الـأوامـر أيضـاً لديـه قـوة كبير ففي قبضه واحـدة ينهي أمر من أمـامه.
•

### طلاب الفصل (ب)
يعد الفصل (ب) هو ثاني أهم فصل في المدرسة بعد الفصل (أ)
هونامي إيتشينوسي (باليابانية : 一之瀬 帆波 تُقرأ باليابانية : إيتشينوسي هونامي)

أداء صوتي: ناو توياما
هي واحدة من أفضل الطالبات في الفصل (ب) والتي تحظى باحترام كبير وتقدير كبير من كل زملائها. ومع ذلك، على عكس معظم الطلاب الآخرين الذين يحتقرون الطلاب من الصفوف الدنيا، فهي على أرض الواقع ولا تمانع في أن تكون صديقة لبعض الطلاب من الصفوف الدنيا مثل كيكو وكايوتاكا وحصلت على عدد كبير من النقاط الخاصة من خلال وسائل غير معروفة، وبدا أنها سرية في الأمر، مما دفع كيوتاكا إلى التساؤل حول كيفية حصولها على هذه النقاط الكثيرة. كما أعربت عن اهتمامها بقدرات كيوتاكا الحقيقية وذكائه الحقيقي حتى من خلال التساؤل حول هذا الموضوع، وبشكل أكثر تحديداً عن السبب وراء إخفاء مواهبه الحقيقية عن الآخرين. في الرواية الخفيفة، تصبح عضوة في مجلس الطلاب، ويُرى أنها على علاقة وثيقة بكيوتاكا، الذي يضايقها أحيانًا ويغازلها في الأحيان، حيث يُرى أنها يقتربان في علاقتهما بشكل جيدًا ويعملان معاً بشكل جيدًا . ومع ذلك، نشر كيوتاكا شائعات عن كيفية حصولها لهذا العدد الضخم من النقاط الذي حصلت عليه فيبلغ أكثر من مليوني نقطة، ولكن تم الكشف أنها حصلت علي هذه النقاط بشكل قانوني بسبب دراستها والتفاعل الجيد مع المعلمة وعلاقتها الطيبة مع الطلاب الاخرين وقد ساعدت في الإيقاع بريوين من الفصل (ج)، على الرغم من أن الأخير قد علم بهذا الفخ وإلا ان هونامي قررت ان تدخل في ساحة النزال من أجل ان تعثر على العقل المدبر الحقيقي للفصل (د) والتي اكتشفت انه هو كيوتوكا.

ريوجي كانزاكي (باليابانية : 神崎 隆二 تُقرأ باليابانية : كانزاكي ريوجي)

أداء صوتي: اكيهيسا واكاياما
إنه طالب من الفصل (ب)، والذي يظهر بأنه ذكي وودود للغاية، وإلى جانب هونامي، لم يمانع في مد يد العون إلى كيوتوكا لإظهار دليل براءة كين سودو من هذه التهمة الموجهة إليه .

### طلاب الصف (أ)
يعد الفصل (أ) هو فصل نخبة النخبة ويضم أفضل الطلاب ذو المكانة الاجتماعية والعلمية العالية وذو الشعبية الجارفة 

أليسا ساكاياناجي (باليابانية : 坂柳 有栖 تُقرأ باليابانية : ساكاياناجي أريسو)
أداء صوتي: رينا هيداكا
هي القائدة الرئيسية للفصل (أ)، التي يبدو أنها معاقة وهذا يظهر لما تمشي مستخدمة العصي في المشي ولقد أثبتت أليس أنها ذكية للغاية، حيث يبدو أنها لديها معرفة عالية جدًا بقواعد المدرسة ونظام أس لتقسيم النقاط. تذكر ريوين من الفصل (ج) كيف أنها لا تزال تتصرف «كملكة» للمدرسة لوجودها في الفصل (أ) فصل نُخبة النُخبة. وهناك تنافس شديد بينها وبين ريويون جنبًا إلى جنب مع فصله لأنها تعتقد أن تحدياته للفصل (أ) مثير للاهتمام ولكنه غير مجدي في النهاية . في المجلد الخامس من الرواية الخفيفة، تم الكشف أنها لديها معرفة بما حصل قبل عدة سنوات «الغرفة البيضاء» وتكشف بشكل خفي أنها تعرف كيوتاكا، حيث التقت به منذ 8 سنوات و 243 يومًا في الماضي. وفقا لها، فهي تعرفه جيدا وكل شيء عن ماضيه الغامض رغم أنه أنكر معرفته بها ولا يبدو أنه يتذكرها. في المجلد السابع من الرواية الخفيفة، يؤكد السيد ساكاياناجي، رئيس مجلس إدارة المدرسة وأحد معارف والد كيوتاكا القدماء، أن أليس هي ابنته ولهذا يوضح جزئياً لماذا أليس لاحظت كيوتاكا بشخصه خلف النافذة في الغرفة البيضاء .

كوهي كاتسراغي (باليابانية : 葛城 康平 يقرأ باليابانية : كاتسراغي كوهي)
أداء صوتي: ساتوشي هينو
إنه رجل ذكي، وهو الطالب الأكثر احتراماً في الفصل (أ)، وهو الذي تحمل المسؤولية الكاملة عن فصله. لسبب ما، لديه ماض مضطرب بشأن رفضه الانضمام إلى مجلس الطلاب بسبب إخفاقاته غير المعروفة.

### مجلس الطلبة
مانابو هوريكيتا (باليابانية : 堀北 学 يقرأ باليابانية : هوريكيتا مانوبو)
أداء صوتي: يويتشيرو أوميهارا
إنه شقيق سوزوني هوريكيتا الأكبر، ورئيس مجلس طلاب المدرسة. كما أنه يحظى باحترام كبير من المستويات العليا في مجتمع طلاب المدارس. ومع ذلك، يكره سوزوني لكونها في الصف الأدنى لأن وجودها يهدد سمعته في مجلس الطلاب. يُظهر مانوبو أنه رجل جاد وذكي للغاية، ويرتبط بدوره كرئيس لمجلس الطلاب ويظهر أيضًا أنه ماهر تمامًا في فنون القتال كما يظهر في مناوشاته مع كيوتاكا إيانوكوجي بعد الصدام، يهتم مانابو بأيانوكوجي ويعتبره منافسًا جديرًا بالاهتمام.
أكاني تاتشيبانا (باليابانية : 橘 茜 تقرأ باليابانية : تاتشيبانا أكاني)
أداء صوتي: كونومي كوهارا
هي سكرتيرة مجلس الطلاب، التي تُري دائماً مع رئيس مجلس الطلاب بالمدرسة مانابو، طوال الوقت تقريبًا ولديها مشاعر حب تجاه مانابو.

### أعضاء هيئة التدريس
سيا تشياباشيرا (باليابانية 茶柱 佐枝 تقرأ باليابانية : تشياباشيرا سيا)
أداء صوتي: رينا ساتو
هي معلمة للفصل (د)، وهي شديدة البرود وغير مبالية لفصلها، على الرغم من أنها يمكن أن تحصل على رشوة بالسعر المناسب حيث كانت مستعدة لبيع درجة للطالب الذي يتعرض لخطر الطرد. هي الوحيدة التي تعرف الحقيقة الكامنة وراء استيعاب الفصل (د) للطلاب ذوي الجوانب المعيبة وإمكانات كيوتاكا إيانوكوجي الخفية باعتباره «الطالب الأكثر معيب» والطالب الممتاز في الفصل في نفس الوقت. كما هددته بطرده إذا لم يصعد إلى الفصل (أ) على الفور، لعرقلة قدرته الحقيقية وذكائه الحقيقي. من غير المعروف لماذا تريد منه أن يصعد إلى الدرجة العليا. قد يكون أحد الأسباب المحتملة هو أنها ربما تشعر أنه يهدر مواهبه الحقيقية من خلال التواجد في أدنى مستوى بدلاً من أن يكون في الدرجة العليا التي يستحقها. وقد كشفت لاحقًا لكيوتاكا أن رغبة والده في الطرد وأن والده صرح بأن كيوتاكا سيختار الطرد بإرادته الحرة.
تشيه هوشينوميا (باليابانية : 星之宮 知恵 تقرأ بالياباية : هوشينوميا تشيه)
أداء صوتي: هيساكو كانيموتو
هي معلمة الفصل (ب)، ذات سمعة سيئة فهي سكيرة وخرقاء. على الرغم من المراوغة التي تبدو عليها، فإنها تبدو ثاقبة نظرًا لأنها أدركت أن كيوتاكا أيانوكوجي هو طالب من الفصل «د» رغم انها لم تلتقي به أبدًا، قد تمثل مشكلة لفصلها بناءً على ما أخبرتها هونامي إيتشينوسي عنه. في الرواية الخفيفة، شكلت علاقة وثيقة فريدة من نوعها مع كيوتاكا، التي تضايقه وتغازله على الرغم من كونها معلمة، على الرغم من أن سلوكها غريب الأطوار قد تأثرت قليلاً به وكالعادة أعجبت به.

## روابط خارجية
- فصل النخبة على موقع ميوزك برينز (الإنجليزية)
- فصل النخبة على موقع ميوزك برينز (الإنجليزية)
- فصل النخبة على موقع ANN manga (الإنجليزية)
- الموقع الرسمي للرواية الخفيفة (باليابانية)
- موقع أنيمي الرسمي (باليابانية)
- فصل النخبة (أنمي) في شبكة أخبار الأنمي